# Туонг
Туонг (вьет. hát tuồng или вьет. hát bội) — форма вьетнамского театра. Туонг часто называют классической «вьетнамской оперой», сформировавшейся под влиянием китайской оперы.
Туонг следует отличаеть от тео, более старого жанра вьетнамского театра, который включает танцы, песни и стихи, а также от более современной фольклорной оперы кайлыонг.

## История
Происхождение туонга до сих пор неясно. Считается, что он был пришёл из Китая примерно в 13 веке, когда Вьетнам воевал против монгольской династии Юань. Знаменитый актер Ли Нгуен Кат (李元吉) был заключен в тюрьму вьетнамцами. Императорский двор попросил его поделиться своими знания о китайском театре с детьми знати. Таким образом, туонг начал распространяться по Вьетнаму с королевского двора. Позже он был приспособлен для странствующих артистов, которые развлекали простых людей.
Одним из основоположников искусства туонг во Вьетнаме был поэт Дао Зуи Ты. Он заложил основы классического туонга и получил для этого вида искусства одобрение князя Нгуен Фук Нгуена.
В 19 веке, при династии Нгуен, туонг достиг высшей точки своего развития. Это было время творчества многих великих драматургов, в том числе Дао Тана. Наряду с тео, до 20-го века туонг оставался одной из самых популярных форм искусства для простых людей. С приходом кайлыонга и современного театра туонг постепенно потерял свои позиции.

## Сюжеты
Сюжеты, как правило, носят исторический характер и часто фокусируются на правилах социального приличия, могут включать легенды из истории Китая или Вьетнама .

## Грим
В туонге используется типовой набор персонажей, узнаваемых по макияжу и костюмам, обычно очень сложным и экстравагантным. Как правило, от личности персонажа зависит цвет лица, бровей и бороды.

### Цвет лица
- Красное: достойные, откровенные и смелые персонажи.
- Белое: внешне привлекательные персонажи, обычно спокойные и добродушные.
- Синее: надменные персонажи, могут быть как у антагонистов, так и у протагонгистов.
- Зелёное: нелояльные персонажи.
- Золотое / металлический: бессмертные, феи, сверхъестественные персонажи.
- Слоновая кость / светло-розовое / серое: изменщик.
- Персиковые щеки: лояльные персонажи.
- В чёрно-белую полоску: вспыльчивые персонажи.
- Полосатые линии, частично красные: дьяволы и монстры.

### Брови
- Белые: старики и феи.
- Мягкие, простые брови: добродушные персонажи.
- Длинные изогнутые брови: надменные, высокомерные персонажи.
- Прямые брови: вспыльчивые персонажи.
- Короткие брови: антагонисты в целом.
- Хмурые брови: пессимистичные и мрачные персонажи.

### Борода
- Длинная, зеленая / черная борода: ученые-чиновники.
- Длинная, белая / серая борода: военные генералы.
- Красная борода: иностранные генералы.
- Кудрявая черная борода: вспыльчивые персонажи.
- Борода в форме якоря: фермеры, лесники и вспомогательные персонажи.
- Окрашенная борода: очаровательные мальчики.